# Миньковецький район
Миньковецький район — район УСРР, що з перервами існував протягом 1923—1959 років. Центр — містечко Миньківці.

## Історія

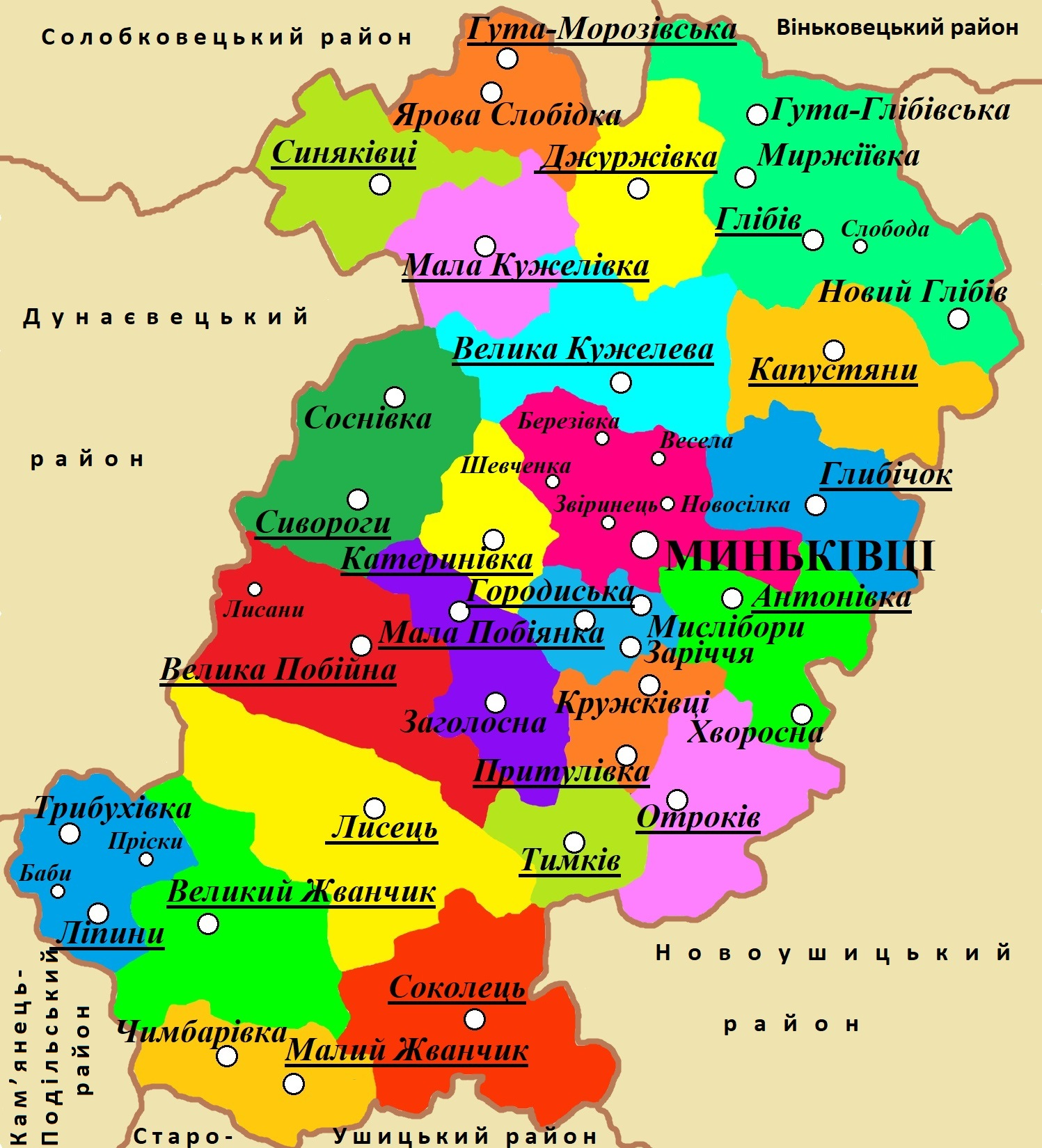
Адміністративна карта Миньковецького району. 1946 рік

Постановою ВУЦВК від 7 березня 1923 року на території створеної Кам'янецької округи був утворений Миньковецький район, до складу якого ввійшли Миньковецька, Лисецька, частини Мукарівської, Капустянської та Косиковецької волості.
Згідно з постановою ВУЦВК від 3 лютого 1931 року проведено укрупнення районів. Миньковецький район увійшов до складу Ново-Ушицького району. Відновлений район постановою ЦВК УРСР від 26 лютого 1935 року в складі Вінницької області.
22 вересня 1937 року була утворена Кам'янець-Подільська область, до складу якої увійшов і Миньковецький район. 4 лютого 1954 року Кам'янець-Подільська область була перейменована на Хмельницьку
Указом Президії Верховної Ради УРСР від 21 січня 1959 року Миньковецький район ліквідований, а його територія включена до складу Дунаєвецького та Новоушицького районів.

## Населення
Згідно з матеріалами перепису населення у червні 1926 року, в Миньковецькому районі проживало 34 369 осіб. За національним складом українці складали — 85,5% (29 385 осіб), євреї — 9,6% (3 299 осіб), поляки — 4,1% (1 409 осіб), росіяни — 0,5 (172 особи). Густота населення по району складала 90,88 осіб на квадратний кілометр. 
Найбільшими населеними пунктами району були Миньківці, Великий Жванчик та Сокілець. До 1924 року ці поселення мали статус містечок.

## Населені пункти району
Станом на 1 вересня 1946 року до складу Миньковецького району входило 40 населених пунктів, які були об'єднані в 25 сільських рад, в тому числі 20 українських сільських рад, 3 єврейські сільські ради та 2 польські сільські ради:
- Миньківці — 919 дворів — районний центр.

- Антонівка — 260 дворів
- Велика Кужелова — 382 двори
- Велика Побійна — 550 дворів
- Великий Жванчик — 919 дворів
- Весола — 18 дворів
- Глибічок —334 двори
- Глібів — 629 дворів
- Городиська — 129 дворів
- Гута-Глібівська — 99 дворів
- Гута-Морозівська — 164 двори
- Джурджівка — 207 дворів
- Заголосна — 67 дворів
- Заріччя — 65 дворів
- Капустяни — 455 дворів
- Катеринівка — 132 двори
- Косиківці — 254 дворів
- Косиковецький Яр — 92 двори
- Кружківці — 95 дворів
- Лисець — 563 двори
- Ліпіни — 114 дворів
- Мала Кужелівка — 404 двори
- Мала Побіянка — 293 двори
- Малий Жванчик — 100 дворів
- Мархотинці — 25 дворів
- Миржіївка — 64 двори
- Мислібори — 47 дворів
- Отроків — 221 двір
- Притулівка — 52 двори
- Сивороги — 512 дворів
- Синяківці — 163 двори
- Сокілець — 734 дворів
- Сцібори — 115 дворів
- Тимків — 236 дворів
- Трибухівка — 50 дворів
- Хапанівка — 117 дворів
- Хворосна — 30 дворів
- Чимбарівка — 30 дворів
- Шевченківці — 6 дворів
- Ярова Слобідка — 63 двори